# تپه کهنه قلعه شوی
تپه کهنه قلعه شوی مربوط به سده ۵ تا ۹ ق است و در شهرستان درگز، بخش نوخندان - غرب روستای شوی وسطی واقع شده و این اثر در تاریخ ۲۴ اسفند ۱۳۸۴ با شمارهٔ ثبت ۱۵۲۲۷ به‌عنوان یکی از آثار ملی ایران به ثبت رسیده‌است.